# Trilophidia conturbata
Trilophidia conturbata är en insektsart som först beskrevs av Walker, F. 1870.  Trilophidia conturbata ingår i släktet Trilophidia och familjen gräshoppor. Inga underarter finns listade i Catalogue of Life.

## Bildgalleri

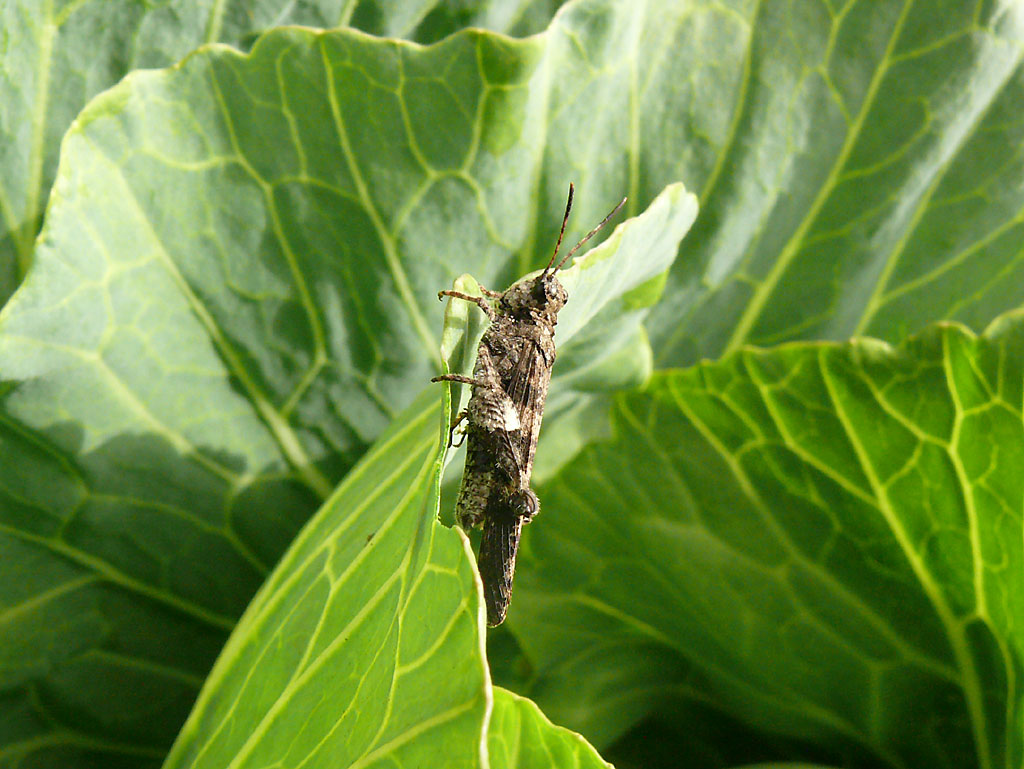
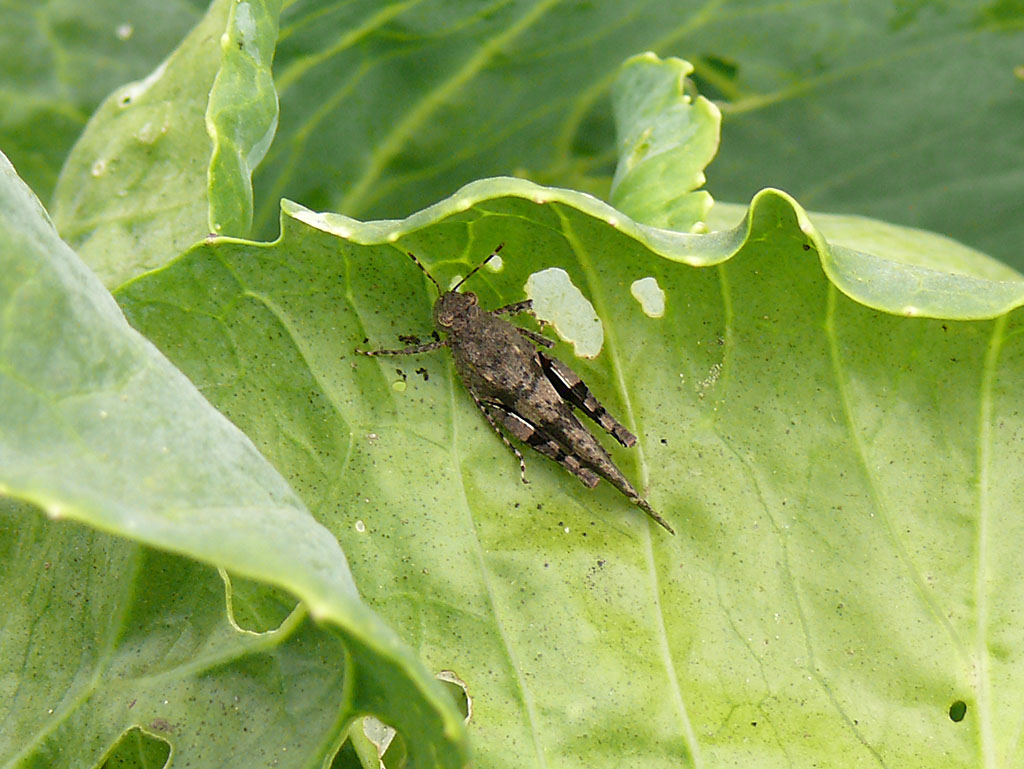